# Hans Rosbaud
 (juillet 2009).
Si vous disposez d'ouvrages ou d'articles de référence ou si vous connaissez des sites web de qualité traitant du thème abordé ici, merci de compléter l'article en donnant les références utiles à sa vérifiabilité et en les liant à la section « Notes et références ».
Hans Rosbaud est un chef d'orchestre autrichien, né le 22 juillet 1895 à Graz et mort le 29 décembre 1962 à Lugano (Suisse).

## Biographie
Hans Rosbaud étudie au Conservatoire Hoch à Francfort-sur-le-Main avec Alfred Hoehn (de) en piano et Bernhard Sekles en composition. À partir de 1921, il est directeur de la Musikhochschule à Mayence. C’est à ce moment qu’il commence à se présenter comme chef d’orchestre et à s'intéresser à la musique contemporaine. De 1929 à 1937, il dirige l’orchestre de la radio de Francfort et joue souvent des œuvres d’Arnold Schönberg, Bela Bartók, Igor Stravinsky, Paul Hindemith ou Ernst Křenek.
Au cours de la période nazie, la liberté de Rosbaud de présenter la nouvelle musique est restreinte, mais il poursuit une brillante carrière de chef d'orchestre. En 1937, il devient le directeur musical de la ville de Münster. En 1941, il prend la tête de l'orchestre philharmonique de Strasbourg.
Après la guerre, il dirige l'orchestre de la radio SWR Südwestfunk à Baden-Baden, et exerce une très grande influence sur Pierre Boulez. Il prend un temps la tête de l'orchestre philharmonique de Strasbourg et dirige fréquemment au cours du Festival d'Aix-en-Provence.
Il a, notamment, enregistré la symphonie no 45 (dite Abschied) de Joseph Haydn, avec l'Orchestre philharmonique de Berlin (Elektrola M.B.H. Köln).